# Mastor
Mastor is een geslacht van vlinders van de familie dikkopjes (Hesperiidae).

## Soorten
- M. aenus (Edwards, 1878)
- M. alternata (Grote & Robinson, 1867)
- M. anubis Godman, 1900
- M. carolina (Skinner, 1893)
- M. cassus (Edwards, 1883)
- M. celia (Skinner, 1895)
- M. elissa (Godman, 1900)
- M. eos (Edwards, 1871)
- M. exoteria (Herrich-Schäffer, 1869)
- M. fimbriata (Plötz, 1882)
- M. florus (Godman, 1900)
- M. fluonia (Godman, 1900)
- M. hegon (Scudder, 1863)
- M. immaculatus (Freeman, 1970)
- M. nereus (Edwards, 1876)
- M. nysa (Edwards, 1877)
- M. oslari (Skinner, 1899)
- M. phylace (Edwards, 1878)
- M. raphaeli (Freeman, 1973)
- M. simius (Edwards, 1881)
- M. texanae (Bell, 1927)
- M. tolteca (Scudder, 1872)
- M. vialis (Edwards, 1862)